# Exostema
Exostema là một chi thực vật có hoa trong họ Thiến thảo (Rubiaceae), gồm những loài cây gỗ và cây bụi cư ngụ vùng Tân Nhiệt đới, trong đó đa số loài có mặt ở Tây Ấn.

## Phân loại
Loài điển hình của chi này là Exostema caribaeum. Đây là thực vật Trung Mỹ và Caribe. Gỗ của cây trong chi này có công dụng nhất định.
Christiaan Hendrik Persoon là người định danh Exostema đầu tiên, khi đó như là một phân chi của chi Cinchona. Nó được Aimé Bonpland nhìn nhận là một chi vào năm 1807. Tên chi ghép từ hai từ tiếng Hy Lạp là exo ("ngoài") và stema ("nhị").
Exostema có lẽ là một đơn vị phân loại đa ngành.

### Loài
- Exostema acuminatum Urb.
- Exostema angustifolium (Sw.) Schult.
- Exostema bicolor Poepp.
- Exostema brachycarpum (Sw.) Schult.
- Exostema caribaeum (Jacq.) Schult.
- Exostema cordatum Borhidi & M.Fernandez
- Exostema coriaceum (Poir.) Schult.
- Exostema corymbosum (Ruiz & Pav.) Spreng.
- Exostema curbeloi Borhidi & M.Fernandez
- Exostema ellipticum Griseb.
- Exostema glaberrimum Borhidi & M.Fernandez
- Exostema lancifolium Borhidi & Acuna
- Exostema lineatum (Vahl) Schult.
- Exostema longiflorum (Lamb.) Schult.
- Exostema maynense Poepp.
- Exostema mexicanum A.Gray
- Exostema microcarpum Borhidi & M.Fernandez
- Exostema myrtifolium Griseb.
- Exostema nites Urb.
- Exostema orbiculatum Proctor
- Exostema parviflorum A.Rich. ex Humb. & Bonpl.
- Exostema pervestitum Borhidi & M.Fernandez
- Exostema polyphyllum Urb. & Ekman
- Exostema pulverulentum Borhidi
- Exostema purpureum Griseb.
- Exostema rotundatum Griseb.
- Exostema salicifolium Griseb.
- Exostema sanctae-luciae (Kentisch) Britten
- Exostema selleanum Urb.
- Exostema spinosum (Le Vavass.) Krug & Urb.
- Exostema stenophyllum Britton
- Exostema triflorum (W.Wright) G.Don
- Exostema valenzuelae A.Rich.
- Exostema velutinum Standl.